# Irichohalticella
Irichohalticella is een geslacht van vliesvleugeligen uit de familie bronswespen (Chalcididae). De wetenschappelijke naam van dit geslacht is voor het eerst geldig gepubliceerd in 1912 door Cameron.

## Soorten
Het geslacht Irichohalticella omvat de volgende soorten:
- Irichohalticella atritegula (Girault, 1922)
- Irichohalticella coccinipes Girault, 1928
- Irichohalticella fuscipennis (Dodd & Girault, 1915)
- Irichohalticella multistriata Girault, 1930
- Irichohalticella persimilis (Dodd, 1915)
- Irichohalticella pilosella Cameron, 1912
- Irichohalticella rubricornis (Dodd, 1915)
- Irichohalticella silvae Girault, 1927
- Irichohalticella silvifilia Girault, 1927